# Temporada 1990-1991 de la UE Figueres
La cinquena temporada de la UE Figueres a Segona Divisió A va arrencar el 18 de juliol de 1990, amb l'inici de la pretemporada, amb un stage a Maçanet de Cabrenys. El juny, el club havia fitxat l'entrenador argentí Jorge D'Alessandro. A la lliga, l'equip va començar molt malament, però anà remuntant fins a acabar en 7a posició, amb 39 punts, lluny, però, dels llocs de promoció d'ascens a primera divisió.

## Fets destacats
1990
- 29 de juliol: el Figueres disputa el primer partit amistós de la pretemporada, al camp del CE Maçanet de Cabrenys, amb victòria per 0 gols a 9.[4]
- 8 d'agost: partit amistós de presentació del Figueres a l'Estadi Municipal de Vilatenim contra l'Atlètic de Madrid, amb empat a 1 gols.[5]
- 2 de setembre: primera jornada de lliga, a Vilatenim, amb victòria contra el Llevant UE per 2 gols a 1.[6]
- 21 de novembre: el Figueres cau eliminat a la Copa del Rei contra la SD Ponferradina, en la tornada de la tercera ronda a Vilatenim.[7]

1991
- 9 de juny: última jornada de lliga, a Vilatenim contra la UE Lleida, amb derrota per 0 gols a 2.[8] L'equip acaba classificat en 7a posició, amb 39 punts: 14 victòries, 11 empats i 13 derrotes, 44 gols a favor i 42 en contra; continua un any més a Segona Divisió A.[3]

## Plantilla
| Núm. | Pos. |                        | Jugador                                  | Procedència        | Temporada |
| ---- | ---- | ---------------------- | ---------------------------------------- | ------------------ | --------- |
|      | POR  | Catalunya              | Joaquim Ferrer Sala (Ferrer)             | Real Murcia CF     | 1986-1987 |
|      | POR  | Aragó                  | Antonio Marín Estany (Marín)             | AE Roses           | 1988-1989 |
|      | POR  | Catalunya              | Àngel Campos Lloret (Campos)             | juvenil            | 1990-1991 |
|      | POR  | Catalunya              | Antonio Jiménez Sistachs (Toni)          | FC Barcelona B     | 1990-1991 |
|      | DEF  | Catalunya              | Pere Gratacós Boix (Gratacós)            | CA Osasuna         | 1985-1986 |
|      | DEF  | País Basc              | Patxi Bolaños Carcelén (Bolaños)         | Cadis CF           | 1986-1987 |
|      | DEF  | Catalunya              | Jordi Codina Güell (Russet)              | UE Olot            | 1986-1987 |
|      | DEF  | Catalunya              | Albert Valentín Escolano (Valentín)      | FC Barcelona B     | 1986-1987 |
|      | DEF  | Catalunya              | Josep Moratalla Claramunt (Moratalla)    | FC Barcelona       | 1988-1989 |
|      | DEF  | Extremadura            | Alejo Indias Álvarez (Alejo)             | FC Barcelona B     | 1989-1990 |
|      | DEF  | Catalunya              | Arseni Comas Julià (Comas)               | CD Logroñés        | 1989-1990 |
|      | DEF  | Castella i Lleó        | Pablo Martín Sáez (Martín)               | Xerez CD           | 1989-1990 |
|      | MIG  | Catalunya              | Josep Duran Pagès (Duran)                | Girona FC          | 1977-1978 |
|      | MIG  | Catalunya              | Joan Robert Cayuela Chias (Napo)         | AE Roses           | 1989-1990 |
|      | MIG  | Estats Units d'Amèrica | Tabaré Ramos Ricciardi (Tab Ramos)       | Miami Sharks       | 1990-1991 |
|      | MIG  | Catalunya              | Francesc Vilanova Bayó (Tito Vilanova)   | FC Barcelona B     | 1990-1991 |
|      | MIG  | País Basc              | Imanol Urbieta Illarramendi (Urbieta)    | CE Sabadell FC     | 1990-1991 |
|      | DAV  | Catalunya              | Bartolomé Márquez López (Tintín Márquez) | RCD Espanyol       | 1988-1989 |
|      | DAV  | País Valencià          | José Antonio Ñíguez Vicente (Boria)      | CE Sabadell FC     | 1989-1990 |
|      | DAV  | Catalunya              | Manuel Muñoz Navas (Manolo)              | RCD Mallorca       | 1989-1990 |
|      | DAV  | Catalunya              | Aureli Altimira Herce (Altimira)         | FC Barcelona B     | 1990-1991 |
|      | DAV  | Catalunya              | Joan Blanquera Albarracín (Blanquera)    | FC Barcelona B     | 1990-1991 |
|      | DAV  | Catalunya              | Martí Alonso Ferrer (Martí)              | juvenil            | 1990-1991 |
|      | DAV  | Camerun                | Louis-Paul M'Fédé (M'Fédé)               | CS Yaoundé         | 1990-1991 |
|      | DAV  | Romania                | Florian Simion (Simion)                  | Dinamo de Bucarest | 1990-1991 |

Llegenda:  ·   Capità  ·   Juvenil  ·   Lesionat  ·   Altes  ·   Passaport europeu  ·   Extracomunitari  ·   Extracomunitari sense restricció
Altres jugadors utilitzats a la pretemporada: Fernando de Vicente Hernández Nandi (UE Alzira)
| Baixes                       | Destinació                |
| Froilán Maldonado Monje      | Girona FC                 |
| Francisco Valor Medina       | FC Andorra                |
| José Óscar Herrera Corominas | Cagliari Calcio           |
| Martin Joseph Bayly          | St. Patrick's Athletic FC |
| Xavier Camós Piera           |                           |
| Francisco Zaragoza Catalán   |                           |
| Antonio Cuevas Escribano     | Granada CF                |
| Francisco López López        | Llevant UE                |
| Eduard Mauri Montero         |                           |
| Plácido Pérez Sánchez        |                           |
| J. V. García Pitarch Suso    | Oriola CF                 |
| Pedro Valdominos Horche      | Hèrcules CF               |

## Resultats
| Amistosos |

| 29 juliol 1990 | CE Maçanet de Cabrenys | 0 – 9                              | UE Figueres | Maçanet de Cabrenys        |  |
|                |                        | Diari de Girona El Mundo Deportivo | 27' Nandi · 40' Bolaños · 47' (p.p.) Gómez · 57' 77' Mauri · 65' Tito Vilanova · 70' (p.) Gratacós · 72' Boria · 85' Tab Ramos | Camp de futbol municipal · |  |

| 4 agost 1990 | Vilafant FC | 0 – 4           | UE Figueres                              | Vilafant                   |  |
|              |             | Diari de Girona | 11' 21' Manolo · 35' Urbieta · 82' Martí | Camp de futbol municipal · |  |

| 8 agost 1990                             | UE Figueres       | 1 – 1                   | Atlètic de Madrid | Figueres                                                            |  |
| 21:00 Amistós de presentació a Vilatenim | Tito Vilanova 18' | Mundo Deportivo El Punt | 67' Baltazar      | Municipal de Vilatenim · 7.000 espectadors · Sergi Albert Jiménez · |  |

| 11 agost 1990 | CF Esplais | 0 – 4           | UE Figueres                                        | Castelló d'Empúries        |  |
|               |            | Diari de Girona | 22' Gratacós · 39' M'Fédé · 42' Russet · 64' Martí | Camp de futbol municipal · |  |

| 14 agost 1990                                     | SE Eivissa                                        | 0 – 0 (pp.)     | UE Figueres                            | Banyoles                                                             |                                        |
| 22:00 XXII Torneig de l'Estany - Semifinal        |                                                   | El Punt         |                                        | Nou Municipal de Banyoles · 600 espectadors · Miquel Noguer Planas · |                                        |
|                                                   |                                                   | Tanda de penals |                                        |                                                                      |                                        |
| Panadero · Gaspar · Carlos · Reverter · Ormaechea | Panadero · Gaspar · Carlos · Reverter · Ormaechea | 5 – 3           | Manolo · Duran · Tab Ramos · Gratacós' | Manolo · Duran · Tab Ramos · Gratacós'                               | Manolo · Duran · Tab Ramos · Gratacós' |

| 15 agost 1990                                 | CD Banyoles | 0 – 1   | UE Figueres   | Banyoles                                                             |  |
| 20:30 XXII Torneig de l'Estany - 3r i 4t lloc |             | El Punt | 35' Blanquera | Nou Municipal de Banyoles · 950 espectadors · Pedro Poblador Ramos · |  |

| 18 agost 1990 | AE Roses  | 1 – 1           | UE Figueres | Roses                    |  |
|               | Lluís 31' | Diari de Girona | 62' Plácido | Municipal Díaz Pacheco · |  |

| 19 agost 1990 | Portbou CE     | 1 – 8           | UE Figueres                                                                          | Portbou                    |  |
|               | Torquemada 50' | Diari de Girona | 9' 10' Manolo · 20' 36' Tito Vilanova · 26' Altimira · 42' Tab Ramos · 80' 87' Boria | Camp de futbol municipal · |  |

| 26 agost 1990                 | Girona FC                   | 2 – 1   | UE Figueres      | Girona                                                                    |  |
| 21:15 XXI Torneig Costa Brava | Oliveras 18' · Mercader 24' | El Punt | 75' (p.) Márquez | Estadi Municipal de Montilivi · 1.200 espectadors · Pere Estudillo Güil · |  |

| Copa Generalitat |

| 11 abril 1991    | Girona FC | 1 – 1           | UE Figueres  | Girona                                                     |  |
| 6a ronda - Anada | Ramón 89' | Mundo Deportivo | 43' Gratacós | Estadi Municipal de Montilivi · Rafael Aparicio González · |  |

| 17 abril 1991      | UE Figueres                | 2 – 3           | Girona FC                                | Figueres                                           |  |
| 6a ronda - Tornada | Tab Rams 18' · Antúnez 48' | Mundo Deportivo | 23' Alonso · 59' Requena · 78' Cañizares | Municipal de Vilatenim · Francesc Casajuana Rifà · |  |

| Copa del Rei |

| 8 novembre 1990  | SD Ponferradina | 0 – 0           | UE Figueres | Ponferrada                                                        |  |
| 3a ronda - Anada | Juli 77'        | Mundo Deportivo | 49' Melero  | Estadi Fuentesnuevas · 5.000 espectadors · Segundo Bello Blanco · |  |

| 21 novembre 1990   | UE Figueres | 0 – 1           | SD Ponferradina | Figueres                                                             |  |
| 3a ronda - Tornada |             | Mundo Deportivo | 91' Sirvent     | Municipal de Vilatenim · 1.200 espectadors · Bartolomé Riera Morro · |  |

| Segona Divisió A |

| 2 setembre 1990 | UE Figueres                | 2 – 1           | Llevant UE | Figueres                                                             |  |
| Jornada 1       | Blanquera 86' · M'Fédé 90' | Mundo Deportivo | 9' Vujčić  | Municipal de Vilatenim · 4.000 espectadors · Celino Gracia Redondo · |  |

| 9 setembre 1990 | Real Murcia CF                     | 3 – 0           | UE Figueres | Ciutat de Múrcia                                                    |  |
| Jornada 2       | Zambrano 44' · Aquino 49' 88' (p.) | Mundo Deportivo |             | Estadi de La Condomina · 3.000 espectadors · Abilio Caetano Bueno · |  |

| 16 setembre 1990 | UE Figueres | 0 – 1           | Elx CF   | Figueres                                                             |  |
| Jornada 3        |             | Mundo Deportivo | 52' Tino | Municipal de Vilatenim · 4.000 espectadors · José Ángel Paz García · |  |

| 23 setembre 1990 | Rayo Vallecano | 1 – 1           | UE Figueres | Madrid                                                           |  |
| Jornada 4        | Ortiz 86'      | Mundo Deportivo | 89' Márquez | Estadi Teresa Rivero · 10.000 espectadors · Alonso Gómez López · |  |

| 30 setembre 1990 | UE Figueres | 1 – 1           | UD Las Palmas | Figueres                                                              |  |
| Jornada 5        | Alejo 34'   | Mundo Deportivo | Alexis 55'    | Municipal de Vilatenim · 5.000 espectadors · Federico Pérez Gallego · |  |

| 7 octubre 1990 | Bilbao Athletic             | 2 – 0           | UE Figueres | Bilbao                                                           |  |
| Jornada 6      | Gracia 30' · Uribarrena 38' | Mundo Deportivo |             | San Mamés · 6.000 espectadors · César Luis Barrenechea Montero · |  |

| 14 octubre 1990 | UE Figueres | 1 – 0           | Deportivo de La Coruña | Figueres                                                                  |  |
| Jornada 7       | Urbieta 13' | Mundo Deportivo |                        | Municipal de Vilatenim · 4.000 espectadors · José Antonio García Prieto · |  |

| 20 octubre 1990 | Avilés Industrial | 0 – 0           | UE Figueres | Avilés                                                                    |  |
| Jornada 8       |                   | Mundo Deportivo |             | Estadio Santa Bárbara · 6.000 espectadors · Carlos Tomás Yuste González · |  |

| 27 octubre 1990 | Sestao SC | 0 – 0           | UE Figueres | Sestao                                                          |  |
| Jornada 9       |           | Mundo Deportivo |             | Las Llanas · 2.000 espectadors · Teodosio Hernández Velázquez · |  |

| 4 novembre 1990 | UE Figueres                              | 3 – 0           | CE Sabadell FC | Figueres                                                                    |  |
| Jornada 10      | Márquez 35' · Urbieta 57' · Altimira 70' | Mundo Deportivo |                | Municipal de Vilatenim · 4.000 espectadors · Severo Javier González Lecue · |  |

| 18 novembre 1990 | Albacete Balompié                                              | 5 – 1           | UE Figueres  | Albacete                                        |  |
| Jornada 11       | Antonio 6' · Juárez 30' · Manolo 56' · Sancho 75' · Víctor 80' | Mundo Deportivo | 74' Altimira | Estadi Carlos Belmonte · Alfonso Pérez Cabeza · |  |

| 25 novembre 1990 | UE Figueres  | 1 – 1           | Oriola CF    | Figueres                                                                      |  |
| Jornada 12       | Altimira 54' | Mundo Deportivo | Subirats 21' | Municipal de Vilatenim · 4.000 espectadors · José Manuel Andradas Asurmendi · |  |

| 2 desembre 1990 | CD Málaga | 0 – 0           | UE Figueres | Màlaga                                 |  |
| Jornada 13      |           | Mundo Deportivo |             | La Rosaleda · Federico Pérez Gallego · |  |

| 9 desembre 1990 | UE Figueres                         | 3 – 1           | Xerez CD  | Figueres                                                                 |  |
| Jornada 14      | Márquez 36' 39' · Tito Vilanova 70' | Mundo Deportivo | Čakić 30' | Municipal de Vilatenim · 3.000 espectadors · Gonzalo Panadero Martínez · |  |

| 16 desembre 1990 | SD Eibar | 0 – 0           | UE Figueres | Eibar                                               |  |
| Jornada 15       |          | Mundo Deportivo |             | Estadi Municipal d'Ipurua · Leonardo Esteban Díaz · |  |

| 30 desembre 1990 | UE Figueres | 1 – 0           | Celta de Vigo | Figueres                                                        |  |
| Jornada 16       | Márquez 71' | Mundo Deportivo |               | Municipal de Vilatenim · 5.000 espectadors · José Miró Pastor · |  |

| 6 gener 1991 | UD Salamanca          | 2 – 0           | UE Figueres | Villares de la Reina                                                  |  |
| Jornada 17   | Janović 9' · Paco 53' | Mundo Deportivo |             | Estadi Helmántico · 8.000 espectadors · Carlos Tomás Yuste González · |  |

| 13 gener 1991 | UE Figueres | 0 – 0           | Palamós CF | Figueres                                                                |  |
| Jornada 18    |             | Mundo Deportivo |            | Municipal de Vilatenim · 4.000 espectadors · Carmelo Rodríguez Martel · |  |

| 20 gener 1991 | UE Lleida   | 1 – 1           | UE Figueres | Lleida                                                     |  |
| Jornada 19    | Cantero 81' | Mundo Deportivo | ' 49' Alejo | Camp d'Esports · 9.000 espectadors · Juan Sánchez Moreno · |  |

| 27 gener 1991 | Llevant UE | 0 – 1           | UE Figueres   | València                                                                |  |
| Jornada 20    |            | Mundo Deportivo | ' 24' Urbieta | Estadi Ciutat de València · 5.000 espectadors · Bartolomé Riera Morro · |  |

| 3 febrer 1991 | UE Figueres             | 2 – 1           | Real Murcia CF | Figueres                                                                |  |
| Jornada 21    | Alejo 35' · Márquez 40' | Mundo Deportivo | 69' Aquino     | Municipal de Vilatenim · 3.500 espectadors · Miguel Ángel Marín López · |  |

| 10 febrer 1991 | Elx CF                     | 2 – 1           | UE Figueres      | Elx                                                                 |  |
| Jornada 22     | Tino 13' (p.) · Andone 18' | Mundo Deportivo | ' 84' (p.) Duran | Estadi Martínez Valero · 9.000 espectadors · Eduardo Villena Peña · |  |

| 24 febrer 1991 | UE Figueres                  | 2 – 0           | Rayo Vallecano | Figueres                                                                   |  |
| Jornada 23     | Duran 63' (p.) · Márquez 69' | Mundo Deportivo |                | Municipal de Vilatenim · 5.000 espectadors · José Antonio Doménech Riera · |  |

| 3 març 1991 | UD Las Palmas | 0 – 2           | UE Figueres                 | Las Palmas de Gran Canaria                 |  |
| Jornada 24  |               | Mundo Deportivo | 82' Russet · 87' (p.) Duran | Estadi Insular · Juan Manuel Brito Arceo · |  |

| 10 març 1991 | UE Figueres                             | 5 – 1           | Bilbao Athletic | Figueres                                                                  |  |
| Jornada 25   | Altimira 5' 30' 68' 74' · Tab Ramos 52' | Mundo Deportivo | 86' Pepe Juan   | Municipal de Vilatenim · 6.000 espectadors · José Antonio García Prieto · |  |

| 17 març 1991 | Deportivo de La Coruña | 2 – 1           | UE Figueres  | La Corunya                                                              |  |
| Jornada 26   | Albístegi 12' (p.) 58' | Mundo Deportivo | 56' Altimira | Estadi de Riazor · 16.000 espectadors · José Enrique Rubio Valdivieso · |  |

| 24 març 1991 | UE Figueres | 0 – 2           | Avilés Industrial       | Figueres                                                           |  |
| Jornada 27   |             | Mundo Deportivo | 14' Torres · 92' Monchu | Municipal de Vilatenim · 4.500 espectadors · Juan Peraita Ibáñez · |  |

| 31 març 1991 | UE Figueres             | 2 – 0           | Sestao SC | Figueres                                                              |  |
| Jornada 28   | Alejo 72' · Márquez 88' | Mundo Deportivo |           | Municipal de Vilatenim · 4.000 espectadors · Fernando Sosa Saavedra · |  |

| 6 abril 1991 | CE Sabadell FC | 2 – 1           | UE Figueres   | Sabadell                                       |  |
| Jornada 29   | Roberto 9' 54' | Mundo Deportivo | 57' Tab Ramos | Nova Creu Alta · José Antonio Doménech Riera · |  |

| 14 abril 1991 | UE Figueres                                | 3 – 1           | Albacete Balompié | Figueres                                                        |  |
| Jornada 30    | Tab Ramos 60' · Márquez 64' · Altimira 92' | Mundo Deportivo | 26' Zalazar       | Municipal de Vilatenim · 6.000 espectadors · José Miró Pastor · |  |

| 21 abril 1991 | Oriola CF     | 1 – 1           | UE Figueres  | Oriola                                 |  |
| Jornada 31    | Suso 14' (p.) | Mundo Deportivo | 32' Altimira | Estadi Los Arcos · Tomás Pino Casado · |  |

| 28 abril 1991 | UE Figueres | 0 – 1           | CD Málaga  | Figueres                                                                    |  |
| Jornada 32    |             | Mundo Deportivo | 64' Txirri | Municipal de Vilatenim · 6.000 espectadors · Severo Javier González Lecue · |  |

| 5 maig 1991 | Xerez CD | 0 – 2           | UE Figueres                      | Jerez de la Frontera                                                              |  |
| Jornada 33  |          | Mundo Deportivo | Tito Vilanova 59' · Altimira 70' | Estadi Municipal de Chapín · 2.000 espectadors · César Luis Barrenechea Montero · |  |

| 12 maig 1991 | UE Figueres | 1 – 1           | SD Eibar     | Figueres                                                          |  |
| Jornada 34   | Urbieta 66' | Mundo Deportivo | 69' Barriola | Municipal de Vilatenim · 4.000 espectadors · Alonso Gómez López · |  |

| 18 maig 1991 | Celta de Vigo | 2 – 0           | UE Figueres | Vigo                                             |  |
| Jornada 35   | Moska 45' 58' | Mundo Deportivo |             | Estadi de Balaídos · Gonzalo Panadero Martínez · |  |

| 26 maig 1991 | UE Figueres                                | 3 – 2           | UD Salamanca             | Figueres                                                             |  |
| Jornada 36   | Altimira 46' · Tab Ramos 67' · Márquez 86' | Mundo Deportivo | 69' 87' Roberto Martínez | Municipal de Vilatenim · 3.500 espectadors · Amador García Delgado · |  |

| 2 juny 1991 | Palamós CF                                           | 3 – 2           | UE Figueres                     | Palamós                                                        |  |
| Jornada 37  | Urbieta 15' (p.) · Mir 28' · Ángel González 85' (p.) | Mundo Deportivo | 51' Márquez · 81' (p.) Altimira | Nou Estadi de Palamós · 4.000 espectadors · José Miró Pastor · |  |

| 9 juny 1991 | UE Figueres | 0 – 2           | UE Lleida                        | Figueres                                                             |  |
| Jornada 38  |             | Mundo Deportivo | 22' (p.) Benhalima · 58' Cantero | Municipal de Vilatenim · 3.500 espectadors · Celino Gracia Redondo · |  |

## Classificació
| Pos. | Equip                  | J  | G  | E  | P  | GF | GC | DG  | pts. |
| --- | ---------------------- | -- | -- | -- | -- | -- | -- | --- | ---- |
| 1r | Albacete Balompié      | 38 | 18 | 13 | 7  | 56 | 31 | +25 | 49   |
| 2n | Deportivo de La Coruña | 38 | 20 | 8  | 10 | 60 | 32 | +28 | 48   |
| 3r | Real Murcia CF         | 38 | 18 | 12 | 8  | 56 | 36 | +20 | 48   |
| 4t | CD Málaga              | 38 | 16 | 14 | 8  | 52 | 35 | +17 | 46   |
| 5è | Oriola CF              | 38 | 12 | 19 | 7  | 46 | 39 | +7  | 43   |
| 6è | UE Lleida              | 38 | 16 | 11 | 11 | 41 | 36 | +5  | 43   |
| 7è | UE Figueres            | 38 | 14 | 11 | 13 | 44 | 42 | +2  | 39   |
| 8è | Sestao SC              | 38 | 9  | 20 | 9  | 29 | 27 | +2  | 38   |
| 9è | Avilés Industrial      | 38 | 10 | 18 | 10 | 35 | 37 | -2  | 38   |
| 10è | SD Eibar               | 38 | 9  | 19 | 10 | 35 | 34 | +1  | 37   |
| 11è | Rayo Vallecano         | 38 | 8  | 20 | 10 | 44 | 50 | -6  | 36   |
| 12è | CE Sabadell FC         | 38 | 11 | 14 | 13 | 32 | 45 | -13 | 36   |
| 13è | Bilbao Athletic        | 38 | 11 | 14 | 13 | 35 | 43 | -8  | 36   |
| 14è | Celta de Vigo          | 38 | 8  | 20 | 10 | 31 | 38 | -7  | 36   |
| 15è | UD Las Palmas          | 38 | 10 | 16 | 12 | 38 | 43 | -5  | 36   |
| 16è | Palamós CF             | 38 | 9  | 17 | 12 | 33 | 46 | -13 | 35   |
| 17è | Elx CF                 | 38 | 12 | 10 | 16 | 39 | 45 | -6  | 34   |
| 18è | UD Salamanca           | 38 | 9  | 13 | 16 | 41 | 40 | +1  | 31   |
| 19è | Llevant UE             | 38 | 6  | 15 | 17 | 27 | 51 | -24 | 27   |
| 20è | Xerez CD               | 38 | 6  | 12 | 20 | 37 | 61 | -24 | 24   |
| En verd, els equips que ascendiren a Primera Divisió, en groc, els equips que disputaren la fase de promoció a Primera Divisió, i en vermell, els que descendiren a Segona B. |                        |    |    |    |    |    |    |     |      |

## Estadístiques individuals
| Jugador                           | P. | T. | S. | M.   | G. | TG | TV |
| --------------------------------- | -- | -- | -- | ---- | -- | -- | -- |
| Joaquim Ferrer Sala               | 37 | 37 | 0  | 3330 | 0  | 1  | 0  |
| Toni Jiménez Sistachs             | 1  | 1  | 0  | 90   | 0  | 0  | 0  |
| Antonio Marín Estany              | 0  | 0  | 0  | 0    | 0  | 0  | 0  |
| Àngel Campos Lloret               | 0  | 0  | 0  | 0    | 0  | 0  | 0  |
| Jordi Codina Güell Russet         | 31 | 29 | 2  | 2368 | 1  | 7  | 2  |
| Alejo Indias Álvarez              | 37 | 37 | 0  | 3219 | 4  | 11 | 1  |
| Josep Moratalla Claramunt         | 0  | 0  | 0  | 0    | 0  | 0  | 0  |
| Patxi Bolaños Carcelén            | 3  | 1  | 2  | 173  | 0  | 0  | 0  |
| Albert Valentín Escolano          | 26 | 17 | 9  | 1630 | 0  | 3  | 0  |
| Arseni Comas Julià                | 22 | 13 | 9  | 1390 | 0  | 1  | 1  |
| Pablo Martín Sáez                 | 29 | 28 | 1  | 2393 | 0  | 10 | 2  |
| Pere Gratacós Boix                | 37 | 36 | 1  | 3272 | 0  | 7  | 0  |
| Josep Duran Pagès                 | 28 | 26 | 2  | 2141 | 3  | 5  | 1  |
| Tito Vilanova Bayó                | 36 | 31 | 5  | 2691 | 2  | 8  | 1  |
| Imanol Urbieta Illarramendi       | 38 | 38 | 0  | 3366 | 4  | 5  | 0  |
| Joan Robert Cayuela Chias Napo    | 9  | 1  | 8  | 251  | 0  | 0  | 0  |
| Tab Ramos Ricciardi               | 38 | 38 | 0  | 3274 | 4  | 6  | 0  |
| Aureli Altimira Herce             | 36 | 31 | 5  | 2803 | 13 | 3  | 0  |
| Tintín Márquez López              | 33 | 32 | 1  | 2735 | 11 | 10 | 1  |
| Louis-Paul M'Fédé                 | 23 | 11 | 12 | 1002 | 1  | 1  | 0  |
| Florian Simion                    | 8  | 7  | 1  | 584  | 0  | 0  | 0  |
| Joan Blanquera Albarracín         | 11 | 2  | 9  | 428  | 1  | 0  | 0  |
| Manolo Muñoz Navas                | 2  | 2  | 0  | 140  | 0  | 0  | 0  |
| Martí Alonso Ferrer               | 2  | 0  | 2  | 97   | 0  | 0  | 0  |
| José Antonio Ñíguez Vicente Boria | 0  | 0  | 0  | 0    | 0  | 0  | 0  |